# 806
Раннє Середньовіччя. Епоха вікінгів. Реконкіста.
У Східній Римській імперії триває правління Никифора I. Імператор Заходу Карл Великий править Франкським королівством. Північ Італії належить Франкському королівству, Рим і Равенна під управлінням Папи Римського, герцогства на південь від Римської області незалежні, деякі області на півночі та на півдні належать Візантії. Піренейський півострів, окрім Королівства Астурія, займає Кордовський емірат. В Англії триває період гептархії. Аварський каганат припинив існування. Існують слов'янські держави: Карантанія, як васал Франкського королівства, та Перше Болгарське царство.
Аббасидський халіфат очолює Гарун ар-Рашид. У Китаї править династія Тан. В Індії почалося піднесення імперії Пала. В Японії триває період Хей'ан. Хозарський каганат підпорядкував собі кочові народи на великій степовій території між Азовським морем та Аралом. Територію на північ від Китаю займає Уйгурський каганат.
На території лісостепової України в IX столітті літописці згадують слов'янські племена білих хорватів, бужан, волинян, деревлян, дулібів, полян, сіверян, тиверців, уличів. У Північному Причорномор'ї співіснують різні кочові племена, зокрема булгари, хозари, алани, авари, тюрки, угри, кримські готи. Херсонес Таврійський належить Візантії.

## Події
- Війська халіфа Гаруна ар-Рашида вторглися в Анатолію та Каппадокію, що належали Візантії.
- У Хорасані, що належав Аббасидському халіфату, спалахнуло повстання проти високих податків.
- В Аль-Андалусі кордовський халіф аль-Хакам I повернув собі Толедо, незалежне з 797 року.
- Франки захопили на короткий час Далмацію, але візантійський флот повернув Далмацію та Венецію Константинополю.
- Римський імператор Карл Великий за франкським звичаєм розділив свої володіння між синами. Піпін Італійський отримав крім північної Італії Баварію та Алеманію. Людовик Благочестивий, крім Аквітанії, отримав Септиманію, Прованс та частину Бургундії, Карл Юний отримав традиційні франкські Нейстрію та Австразію.
- Карл Великий здійснив похід проти лужицьких сербів і заснував дві фортеці на Ельбі та в Галле.
- Син Карла Великого Людовик Благочестивий придушив повстання васконів, перейшов Піренеї й пішов на Памплону.
- Сарацини вчинили успішний напад на італійське місто Нола.
- Вікінги ще раз напали на острів Іона, що біля берегів Шотландії, і вбили ченців тамтешнього монастиря.
- Японський чернець Кукай повернувся з Китаю і заснував секту тантричного буддизму Сінґон.

## Померли
- Святий Тарасій